# LHS 1140 b

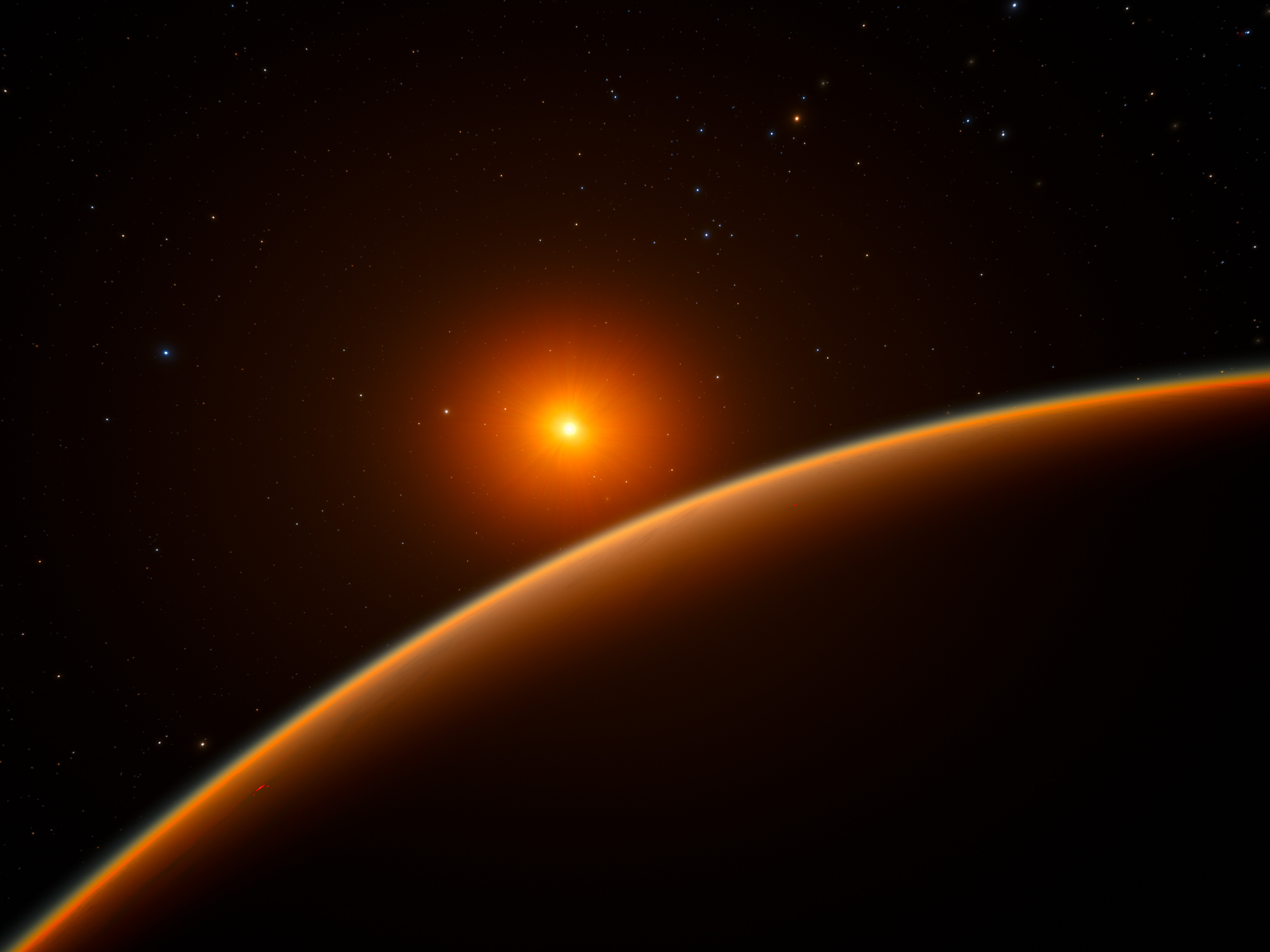
LHS 1140 b

LHS 1140 b는 고래자리에 위치한 적색 왜성 LHS 1140를 돌고 있는 암석의 행성이다. MEarth 프로젝트에 의해 2017년에 발견된 LHS 1140 b는 지구 질량의 약 6.5배, 반경이 60% 이상 커서 지구 행성의 슈퍼지구 범주에 포함된다. 지구의 약 1.5배의 밀도와 약 2.4g의 높은 표면 중력을 가지고 있다. LHS 1140 b는 별의 거주 가능 구역 내에서 완전히 공전한다. 이 행성은 단지 40 광년 떨어진 거리에 있으며 별이 이동하기 때문에 지상 또는 우주 망원경으로 대기 연구를 할 수 있는 훌륭한 후보 천체가 된다.

## 같이 보기
- 적색왜성계의 생명체 거주가능성